# Ewa Stackelberg
Ewa Mariana Louise Stackelberg, född 16 augusti 1955 i Ukna församling, Kalmar län, är en svensk fotograf och konstnär.
Ewa Stackelberg är utbildad vid bland annat Gerlesborgsskolan, Escuela Massana i Bacerlona, Stockholms universitet (fil kand) och Kungliga Konsthögskolan. Hon har sedan 1980 arbetat som frilansfotograf med inriktning på konstnärligt och dokumentärt foto.
Stackelberg har ställt ut på en rad museer och konsthallar som till exempel Etnografiska museet, Konstnärshuset i Stockholm, Konstens hus i Luleå, Nässjö Kulturhus, Röhsska Museet och Fotografiska(separatutställning "Fotogram" 2015). Hon har även gjort  offentliga utsmyckningar  i Hammarby sjöstad, Sankt Görans sjukhus i Stockholm, Huddinge sjukhus (verket "Kardoulitsa"), på ett MKB-hyreshus i Malmö, samt för Nya Karolinska Solna , verket "Camera Obscura", tillsammans med konstnär Maria Hurtig, för NKS:s avskedsrum.
Stackelberg fick Svenska Fotografers Förbunds pris "Bästa fotobok" år 2001 för Berättelse för levande. Boken kom till efter att hennes man omkommit i en flygolycka 1997 och innehåller fotogram av fragment av de av hans saker som återfanns i det förolyckade planet.
Tillsammans med konstnären Nadja Ekman utvecklade Stackelberg i början av 2000-talet en teknik att kombinera fotografi och glas kallad Pictoglas. För uppfinningen av denna nya teknik tilldelades de 2005 Stockholms Stads Uppfinnarstipendium och 2009 Svenska Uppfinnareföreningens utmärkelse Årets kvinnliga uppfinnare 
Ewa Stackelberg är dotter till Berndt Stackelberg och hans första hustru Margareta Wettergren (omgift Colfach) samt dotterdotter till överintendenten Erik Wettergren och hovsångerskan Gertrud Pålson-Wettergren.

## Priser och utmärkelser
- Svenska Fotobokspriset 2001
- Stockholms Stads Uppfinnarstipendium 2005
- Årets kvinnliga uppfinnare 2009
- Bildkonstnärsfonden arbetsstipendium, 2-årigt 2006-08, 1-årigt 2020